# Campionati del mondo di atletica leggera indoor 1995
I Campionati del mondo di atletica leggera indoor 1995 (5ª edizione) si sono svolti al Palau Sant Jordi di Barcellona, in Spagna, dal 10 al 12 marzo.

## Medagliati

### Uomini
| Specialità | Oro                                                           | Prestazione | Argento                                                        | Prestazione | Bronzo                                                             | Prestazione |
| Corse piane |                                                               |             |                                                                |             |                                                                    |             |
| 60 m (dettagli) | Bruny Surin                                                   | 6"46        | Darren Braithwaite                                             | 6"51        | Robert Esmie                                                       | 6"55        |
| 200 m (dettagli) | Geir Moen                                                     | 20"58       | Troy Douglas                                                   | 20"94       | Sebastián Keitel                                                   | 20"98       |
| 400 m (dettagli) | Darnell Hall                                                  | 46"17       | Sunday Bada                                                    | 46"38       | Mikhail Vdovin                                                     | 46"65       |
| 800 m (dettagli) | Clive Terrelonge                                              | 1'47"30     | Benson Koech                                                   | 1'47"51     | Pavel Soukup                                                       | 1'47"74     |
| 1500 m (dettagli) | Hicham El Guerrouj                                            | 3'44"54     | Mateo Cañellas                                                 | 3'44"85     | Erik Nedeau                                                        | 3'44"91     |
| 3000 m (dettagli) | Gennaro Di Napoli                                             | 7'50"89     | Anacleto Jiménez                                               | 7'50"98     | Brahim Jabbour                                                     | 7'51"42     |
| Corse a ostacoli |                                                               |             |                                                                |             |                                                                    |             |
| 60 hs (dettagli) | Allen Johnson                                                 | 7"39        | Courtney Hawkins                                               | 7"41        | Tony Jarrett                                                       | 7"42        |
| Salti |                                                               |             |                                                                |             |                                                                    |             |
| Salto in alto (dettagli) | Javier Sotomayor                                              | 2,38 m      | Lambros Papakostas                                             | 2,35 m      | Tony Barton                                                        | 2,32 m      |
| Salto con l'asta (dettagli) | Serhij Bubka                                                  | 5,90 m      | Igor Potapovič                                                 | 5,80 m      | Okkert Brits Andrei Tivontchik                                     | 5,75 m      |
| Salto in lungo (dettagli) | Iván Pedroso                                                  | 8,51 m      | Matthias Sunneborn                                             | 8,20 m      | Erick Walder                                                       | 8,14 m      |
| Salto triplo (dettagli) | Brian Wellman                                                 | 17,72 m     | Yoelbi Quesada                                                 | 17,62 m     | Serge Hélan                                                        | 17,06 m     |
| Lanci |                                                               |             |                                                                |             |                                                                    |             |
| Getto del peso (dettagli) | Mika Halvari                                                  | 20,74 m     | C.J. Hunter                                                    | 20,58 m     | Dragan Perić                                                       | 20,36 m     |
| Prove multiple |                                                               |             |                                                                |             |                                                                    |             |
| Eptathlon (dettagli) | Christian Plaziat                                             | 6 246 p.    | Tomáš Dvořák                                                   | 6 169 p.    | Henrik Dagård                                                      | 6 142 p.    |
| Staffette |                                                               |             |                                                                |             |                                                                    |             |
| Staffetta 4×400 m (dettagli) | Stati Uniti Rod Tolbert Calvin Davis Tod Long Frankie Atwater | 3'07"37     | Italia Fabio Grossi Andrea Nuti Roberto Mazzoleni Ashraf Saber | 3'09"12     | Giappone Masayoshi Kan Seiji Inagaki Tomonari Ono Hiroyuki Hayashi | 3'09"73     |
| record mondiale; record mondiale stagionale; record africano; record asiatico; record europeo; record nord-centroamericano e caraibico; record sudamericano; record oceaniano; record dei campionati; record nazionale; record personale; record personale stagionale. |                                                               |             |                                                                |             |                                                                    |             |

### Donne
| Specialità | Oro                                                                            | Prestazione | Argento                                                                     | Prestazione | Bronzo                                                            | Prestazione |
| Corse piane |                                                                                |             |                                                                             |             |                                                                   |             |
| 60 m (dettagli) | Merlene Ottey                                                                  | 6"97        | Melanie Paschke                                                             | 7"10        | Carlette Guidry                                                   | 7"11        |
| 200 m (dettagli) | Melinda Gainsford                                                              | 22"64       | Pauline Davis-Thompson                                                      | 22"68       | Natal'ja Pomoščnikova-Voronova                                    | 23"01       |
| 400 m (dettagli) | Irina Privalova                                                                | 50"23       | Sandie Richards                                                             | 51"38       | Daniela Georgieva                                                 | 51"78       |
| 800 m (dettagli) | Maria Mutola                                                                   | 1'57"62     | Elena Afanas'eva                                                            | 1'59"79     | Letitia Vriesde                                                   | 2'00"36     |
| 1500 m (dettagli) | Regina Jacobs                                                                  | 4'12"61     | Carla Sacramento                                                            | 4'13"02     | Maite Zúñiga                                                      | 4'16"63     |
| 3000 m (dettagli) | Gabriela Szabó                                                                 | 8'54"50     | Lynn Jennings                                                               | 8'55"23     | Joan Nesbit                                                       | 8'56"08     |
| Corse a ostacoli |                                                                                |             |                                                                             |             |                                                                   |             |
| 60 hs (dettagli) | Aliuska López                                                                  | 7"92        | Ol'ga Şişigina                                                              | 7"92        | Brigita Bukovec                                                   | 7"93        |
| Salti |                                                                                |             |                                                                             |             |                                                                   |             |
| Salto in alto (dettagli) | Alina Astafei                                                                  | 2,01 m      | Britta Bilač                                                                | 1,99 m      | Heike Henkel                                                      | 1,99 m      |
| Salto in lungo (dettagli) | Ljudmila Galkina                                                               | 6,95 m      | Irina Mušailova                                                             | 6,90 m      | Susen Tiedtke                                                     | 6,90 m      |
| Salto triplo (dettagli) | Iolanda Čen                                                                    | 15,03 m     | Iva Prandževa                                                               | 14,71 m     | Ren Ruiping                                                       | 14,37 m     |
| Lanci |                                                                                |             |                                                                             |             |                                                                   |             |
| Getto del peso (dettagli) | Kathrin Neimke                                                                 | 19,40 m     | Connie Price-Smith                                                          | 19,12 m     | Grit Hammer                                                       | 19,02 m     |
| Prove multiple |                                                                                |             |                                                                             |             |                                                                   |             |
| Pentathlon (dettagli) | Svetlana Moskalec                                                              | 4 834 p.    | Kym Carter                                                                  | 4 632 p.    | Irina Tyukhay                                                     | 4 622 p.    |
| Staffette |                                                                                |             |                                                                             |             |                                                                   |             |
| Staffetta 4×400 m (dettagli) | Russia Tat'jana Čebykina Yelena Ruzina Yekaterina Kulikova Svetlana Gončarenko | 3'29"29     | Rep. Ceca Nadia Kostoválová Helena Dziurová Hana Benešová Ludmila Formanová | 3'30"27     | Stati Uniti Nelrae Pasha Tanya Dooley Kim Graham Flirtisha Harris | 3'31"43     |
| record mondiale; record mondiale stagionale; record africano; record asiatico; record europeo; record nord-centroamericano e caraibico; record sudamericano; record oceaniano; record dei campionati; record nazionale; record personale; record personale stagionale. |                                                                                |             |                                                                             |             |                                                                   |             |

## Medagliere
| Posizione | Paese       | Oro | Argento | Bronzo | Totale |
| --------- | ----------- | --- | ------- | ------ | ------ |
| 1         | Russia      | 5   | 2       | 3      | 10     |
| 2         | Stati Uniti | 4   | 5       | 6      | 15     |
| 3         | Cuba        | 3   | 1       | 0      | 4      |
| 4         | Germania    | 2   | 1       | 4      | 7      |
| 5         | Giamaica    | 2   | 1       | 0      | 3      |
| 6         | Bermuda     | 1   | 1       | 0      | 2      |
| 6         | Italia      | 1   | 1       | 0      | 2      |
| 8         | Canada      | 1   | 0       | 1      | 2      |
| 8         | Francia     | 1   | 0       | 1      | 2      |
| 8         | Marocco     | 1   | 0       | 1      | 2      |
| 11        | Australia   | 1   | 0       | 0      | 1      |
| 11        | Finlandia   | 1   | 0       | 0      | 1      |
| 11        | Mozambico   | 1   | 0       | 0      | 1      |
| 11        | Norvegia    | 1   | 0       | 0      | 1      |
| 11        | Romania     | 1   | 0       | 0      | 1      |
| 11        | Ucraina     | 1   | 0       | 0      | 1      |
| 17        | Rep. Ceca   | 0   | 2       | 1      | 3      |
| 17        | Spagna      | 0   | 2       | 1      | 3      |
| 19        | Kazakistan  | 0   | 2       | 0      | 2      |
| 20        | Bulgaria    | 0   | 1       | 1      | 2      |
| 20        | Regno Unito | 0   | 1       | 1      | 2      |
| 20        | Slovenia    | 0   | 1       | 1      | 2      |
| 20        | Svezia      | 0   | 1       | 1      | 2      |
| 24        | Bahamas     | 0   | 1       | 0      | 1      |
| 24        | Grecia      | 0   | 1       | 0      | 1      |
| 24        | Kenya       | 0   | 1       | 0      | 1      |
| 24        | Nigeria     | 0   | 1       | 0      | 1      |
| 24        | Portogallo  | 0   | 1       | 0      | 1      |
| 29        | Cile        | 0   | 0       | 1      | 1      |
| 29        | Cina        | 0   | 0       | 1      | 1      |
| 29        | Giappone    | 0   | 0       | 1      | 1      |
| 29        | Jugoslavia  | 0   | 0       | 1      | 1      |
| 29        | Sudafrica   | 0   | 0       | 1      | 1      |
| 29        | Suriname    | 0   | 0       | 1      | 1      |
| Totale    | Totale      | 27  | 27      | 28     | 82     |